# Handley Page H.P.42
Handley Page H.P.42 är ett fyrmotorigt passagerarflygplan från Handley Page Aircraft Company. De började byggas 1930 men slutade abrupt att byggas 1931. Det byggdes bara 8 exemplar och sista flygningen ägde rum 1940. Det var ett älskat plan som också ansågs vara "världens första linjeflygplan" av både besättning och passagerare. H.P.42 flög både post och passagerare till både  Kairo och Karachi. De andra planen flög bara i Europa. Planen som flög till Egypten och Indien hette Hannibal , Hadrian , Hanno och Horsa. Och planen som flög i Europa hette Heracles , Horatius , Hengist och Helena. Egentligen så heter planen som åker till Egypten etc. H.P.45 och de åkte inte bara till Egypten och Indien utan också till andra länder världen runt.

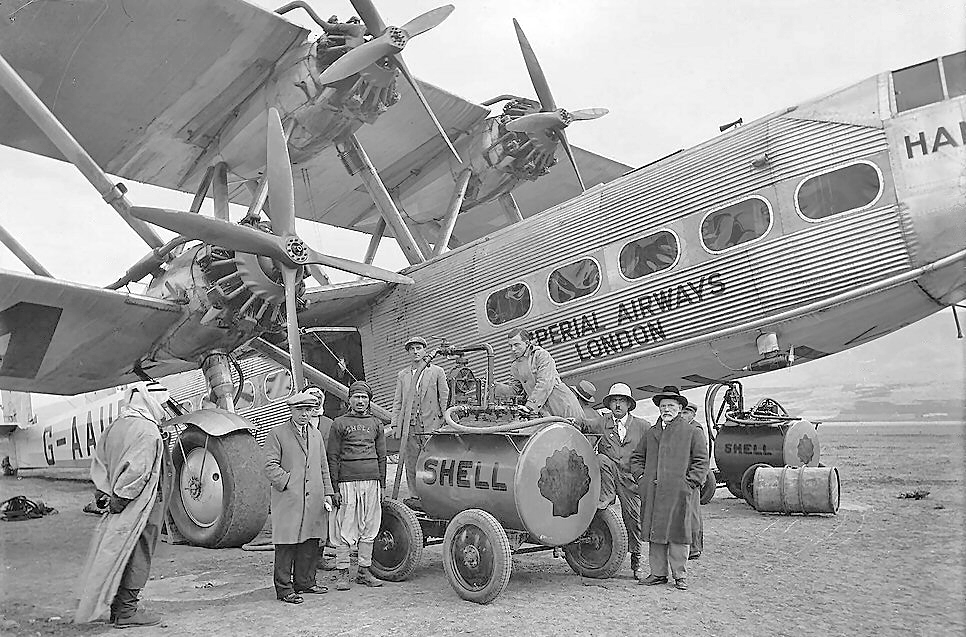
Tanking av H.P.42.

## Användare
- Royal Air Force
- Imperial Airways